# José Trinidad Zapata Ortiz

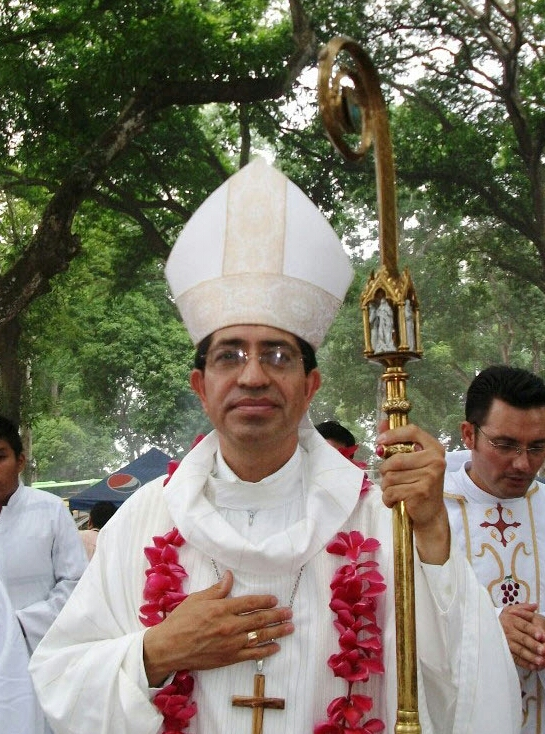
José Trinidad Zapata Ortiz (2016)

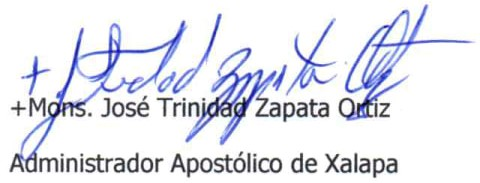
Unterschrift von José Trinidad Zapata Ortiz

José Trinidad Zapata Ortiz (* 24. Mai 1959 in San Vicente de Plenitud, Bundesstaat Zacatecas) ist ein mexikanischer Geistlicher und römisch-katholischer Bischof von Papantla.

## Leben
José Trinidad Zapata Ortiz studierte von 1984 bis 1990 Philosophie und Katholische Theologie am Spätberufenenseminar Cristo Rey in San Miguel Coatlinchán. Am 9. Mai 1990 empfing Zapata Ortiz in Victoria de Durango durch Papst Johannes Paul II. das Sakrament der Priesterweihe für das Bistum San Andrés Tuxtla.
Zapata Ortiz war zunächst als Pfarrvikar der Pfarrei San Juan Bautista in Catemaco tätig und später an der Kathedrale San José y San Andrés in San Andrés Tuxtla. Von 1990 bis 1998 wirkte José Trinidad Zapata Ortiz zudem als Disziplinarpräfekt und Professor am Priesterseminar Cristo Rey. Daneben erwarb er 1996 an der Universidad Pontificia de México in Mexiko-Stadt ein Lizenziat im Fach Biblische Theologie. Ab 1998 war Zapata Ortiz Regens des Priesterseminars Cristo Rey.
Am 12. Juni 2004 ernannte ihn Papst Johannes Paul II. zum Bischof von San Andrés Tuxtla. Der emeritierte Bischof von San Andrés Tuxtla, Guillermo Ranzahuer González, spendete ihm am 31. Juli desselben Jahres im Centro de Pastoral Juan Pablo II in Catemaco die Bischofsweihe; Mitkonsekratoren waren der Apostolische Nuntius in Mexiko, Erzbischof Giuseppe Bertello, und der Erzbischof von Jalapa, Sergio Obeso Rivera. Sein Wahlspruch Es el señor („Es ist der Herr“) stammt aus Joh 21,7 . In der Mexikanischen Bischofskonferenz war Zapata Ortiz zudem Stellvertreter des Ständigen Rates für die Kirchenprovinz Jalapa (2006–2012) sowie Verantwortlicher für die neuen religiösen Gruppen und Sekten (2006–2009) und für den Ständigen Diakonat (2009–2015).
Am 20. März 2014 ernannte ihn Papst Franziskus zum Bischof von Papantla. Die Amtseinführung erfolgte am 11. Juni desselben Jahres. Vom 13. August 2021 bis zum 8. Februar 2022 war José Trinidad Zapata Ortiz zusätzlich Apostolischer Administrator von Jalapa.